# 鄭仁弘
鄭 仁弘（チョン・イノン、정인홍、てい じんこう、1535年9月26日－1623年3月13日）は、李氏朝鮮の文臣。号は來庵、字は徳遠。本貫は瑞山鄭氏。曺植の高弟として知られた。

## 人物
慶尚南道陜川郡出身。1573年、薦挙されて六品職を拝命した。1576年司憲府持平を経て、掌令に昇進した。1575年以後の士林派の東西分裂では東人派に属し、1591年以後の東人派の南北分裂では北人派に属した。1589年に鄭汝立の反乱（「己丑獄事」）が勃発すると、翌年にはその師にあたる成渾の責任を追及した。
1592年の文禄・慶長の役において郷兵を招集して挙兵し、翌年に義兵3000名を組織して星州、陜川、高霊、咸安を防御し、強力な在地基盤を構築した。1594年、済用監正に除目され、通政に昇進し、尚州牧使や寧海府使を拝命した。1606年に北人派が「大北」と「小北」に分裂すると、大北を領導し、刑曹参議、承政院副承旨、司憲府大司憲などを拝命した。この当時の最大の政治問題は宣祖の後継者の選定であったが、大北が推挙する光海君が即位した。1609年、右議政を経て左議政を拝命し、1618年には領議政に昇進した。しかし、1623年には西人派が綾陽君（仁祖）を擁立して政権を掌握すると（仁祖反正）、光海君の昏政は全て大北に帰責され、その領袖として処刑された。